# PDCD5
PDCD5‏ (Programmed cell death 5) هوَ بروتين يُشَفر بواسطة جين PDCD5 في الإنسان.

## الوظيفة
يُشفِّر هذا الجين بروتينًا يُعبَّر عنه في الخلايا السرطانية أثناء موت الخلايا المبرمج، بغض النظر عن المُحفِّزات المُحفِّزة له. قبل بدء موت الخلايا المبرمج، يتوزَّع ناتج هذا الجين في كلٍّ من النواة والسيتوبلازم.
بمجرد بدء موت الخلايا المبرمج، يرتفع مستوى هذا البروتين، ويتراكم في النواة بانتقاله من السيتوبلازم. على الرغم من عدم تحديد وظيفته بدقة، يُعتقد أن لهذا البروتين دور مُبكر وشامل في موت الخلايا المبرمج.